# Flußbach
Flußbach ist eine Ortsgemeinde im Landkreis Bernkastel-Wittlich in Rheinland-Pfalz. Sie gehört der Verbandsgemeinde Traben-Trarbach an.

## Geographie
Flußbach befindet sich in der äußeren Südeifel, eingebettet in ein Seitental an den Ausläufern der Wittlicher Senke. 57 Prozent der Gemarkungsfläche sind bewaldet. Nächstgelegenes Mittelzentrum ist Wittlich im Süden.

## Geschichte
Der Ort Flussbach (Vlosbach) wird 1220 erstmals genannt, als Gottfried von Ingenbach ebendort begütert war.
Flußbach war Teil von Kurtrier. Ab 1794 stand Flußbach unter französischer Herrschaft, 1815 wurde der Ort auf dem Wiener Kongress dem Königreich Preußen zugeordnet. Seit 1946 ist er Teil des damals neu gebildeten Landes Rheinland-Pfalz.
Bevölkerungsentwicklung
Die Entwicklung der Einwohnerzahl von Flußbach, die Werte von 1871 bis 1987 beruhen auf Volkszählungen:
| Jahr | Einwohner |
| 1815 | 138       |
| 1835 | 181       |
| 1871 | 193       |
| 1905 | 199       |
| 1939 | 243       |

| Jahr | Einwohner |
| 1950 | 242       |
| 1961 | 219       |
| 1970 | 281       |
| 1987 | 343       |
| 2005 | 458       |

## Politik

### Gemeinderat
Der Gemeinderat in Flußbach besteht aus acht Ratsmitgliedern, die bei der Kommunalwahl am 9. Juni 2024 in einer Mehrheitswahl gewählt wurden, und dem ehrenamtlichen Ortsbürgermeister als Vorsitzendem.

### Bürgermeister
Wolfgang Scheibe wurde am 10. Juli 2024 Ortsbürgermeister von Flußbach. Bei der Direktwahl am 9. Juni 2024 war er als einziger Bewerber mit einem Stimmenanteil von 67,6 % für fünf Jahre gewählt worden.
Scheibes Vorgänger Hans-Josef Drees hatte das Amt 1994 übernommen. und war 2024 nicht erneut angetreten.

## Wirtschaft und Infrastruktur
Im Osten des Gemeindegebietes verläuft die Bundesautobahn 1, an der die nächste Anschlussstelle Hasborn rund drei Kilometer entfernt liegt. In Wittlich ist ein Bahnhof der Moselstrecke.